# Sedgefield (borough)
Sedgefield era un distretto con status di borough della contea di Durham, Inghilterra, Regno Unito, con sede a Spennymoor.
Il distretto fu creato con il Local Government Act 1972, il 1º aprile, 1974 dalla fusione dei distretti urbani di Spennymoor e Shildon con il Distretto rurale di Sedgefield e parte del Distretto rurale di Darlington.

## Parrocchie civili
- Bishop Middleham
- Bradbury and the Isle
- Chilton
- Cornforth
- Eldon
- Ferryhill
- Fishburn
- Great Aycliffe
- Middridge
- Mordon
- Sedgefield
- Shildon
- Spennymoor
- Trimdon
- Windlestone